# Kapten går till sjöss
Kapten går till sjöss (engelska: The Captain's Table) är en brittisk romantisk komedi från 1959 i regi av Jack Lee.
Filmen är baserad på Richard Gordons roman The Captain's Table.

## Handling
Kapten Ebbs har nått sitt mål och fått befälet över en lyxkryssare. Dessvärre är hans sekond mer intresserad av att jaga kvinnliga passagerare än att sköta sitt jobb.

## Rollista i urval
- John Gregson - kapten Ebbs
- Peggy Cummins - Mrs. Judd
- Donald Sinden - Shawe-Wilson
- Nadia Gray - Mrs. Porteous
- Maurice Denham - major Broster
- Richard Wattis - Prittlewell
- Reginald Beckwith - Burtweed
- Lionel Murton - Bernie Floate
- Bill Kerr - Bill Coke
- Nicholas Phipps - Reddish
- Joan Sims - Maude Pritchett
- Miles Malleson - Canon Swingler
- John Le Mesurier - Sir Angus
- James Hayter - Farnshaw
- Harry Locke - Hole